# A Maid of Constant Sorrow
| Оценки критиков               | Оценки критиков |
| Источник                      | Оценка          |
| ----------------------------- | --------------- |
| AllMusic                      | [ 1 ]           |
| Billboard                     | [ 2 ]           |
| Encyclopedia of Popular Music | [ 3 ]           |
| The Rolling Stone Album Guide | [ 4 ]           |

A Maid of Constant Sorrow — дебютный студийный альбом американской певицы Джуди Коллинз, выпущенный в ноябре 1961 года на лейбле Elektra Records.

## Об альбоме
Для альбома Коллинз отобрала практически только народные песни. Заглавная песня «Maid of Constant Sorrow» — вариация песни «Man of Constant Sorrow». На альбоме также присутствуют как традиционный шотландский гимн «Wild Mountain Thyme», так и ирландские народные «Bold Fenian Men» и «The Prickilie Bush». Альбом также включает в себя и малоизвестные произведения, такие как «Tim Evans», «Wars of Germany» и «John Riley».
Почти все песни на альбоме выражают социальный протест певицы, характерный для артистов фолк-музыки того периода.
В записи альбома приняли всего несколько музыкантов, включая Фредома Хеллермана и Уолтера Реймома (гитара), Эрика Дарлинга (банджо) и Билла Ли (бас-гитара), которые подыгрывают Джуди Коллинз, исполняющей все песни и играющей на первой гитаре.

## Список композиций
Слова и музыка всех песен — народные, за исключением «Tim Evans», автором которой является Юэн Макколл.
| №  | Название                  | Длительность |
| -- | ------------------------- | ------------ |
| 1. | «Maid of Constant Sorrow» | 2:35         |
| 2. | «The Prickilie Bush»      | 3:25         |
| 3. | «Wild Mountain Thyme»     | 2:30         |
| 4. | «Tim Evans»               | 2:51         |
| 5. | «Sailor’s Life»           | 2:41         |
| 6. | «Bold Fenian Men»         | 2:44         |

| №  | Название                 | Длительность |
| -- | ------------------------ | ------------ |
| 1. | «Wars of Germany»        | 3:10         |
| 2. | «O Daddy Be Gay»         | 2:34         |
| 3. | «I Know Where I’m Going» | 1:50         |
| 4. | «John Riley»             | 3:30         |
| 5. | «Pretty Saro»            | 3:03         |
| 6. | «The Rising of the Moon» | 4:07         |